# Neodythemis takamandensis
Neodythemis takamandensis är en trollsländeart som först beskrevs av Vick 2000.  Neodythemis takamandensis ingår i släktet Neodythemis och familjen segeltrollsländor. IUCN kategoriserar arten globalt som akut hotad. Inga underarter finns listade i Catalogue of Life.